# Connomyia oropegia
Connomyia oropegia là một loài ruồi trong họ Asilidae. Connomyia oropegia được Londt miêu tả năm 1993. Loài này phân bố ở vùng nhiệt đới châu Phi.